# Marin Držić-Haus
Das Marin Držić-Haus (kroatisch: Dom Marina Držića) ist ein Literaturmuseum und ein Kulturbetrieb in Dubrovnik in Kroatien. Die Institution ist dem Leben und Werk des bedeutendsten Komödiendichters der kroatischen Literatur Marin Držić gewidmet.

## Geschichte
Die Idee, dem berühmten Sohn der Stadt ein eigenes Museum zu widmen, entstand noch zur Zeit der SRF Jugoslawien. Es wurde 1989 an der Široka ulica („Breite Straße“) 7 in der Altstadt von Dubrovnik eröffnet. Das Haus steht an der Stelle der beim Erdbeben von Dubrovnik 1667 zerstörten Allerheiligenkirche (Crkva Svih svetih), welcher Držić, der ursprünglich eine geistliche Lebensbahn eingeschlagen hatte, einst vorstand. Bereits 1967 war hier eine Gedenktafel angebracht worden. Sie trägt die Inschrift: U SPOMEN ČETIRISTOTE GODIŠNJICE SMRTI / HRVATSKOG KNJIŽEVNIKA / MARINA DRŽIĆA / OVU PLOČU PODIŽU / MATICA HRVATSKA I DRUŠTVO PRIJATELJA / DUBROVAČKE STARINE · 4. LISTOPADA 1967. („Zum Gedenken an den vierhundertsten Todestag des kroatischen Schriftstellers Marin Držić haben die Matica hrvatska und die Gesellschaft der Freunde der Dubrovniker Altertümer diese Tafel am 4. Oktober 1967 errichtet.“)

## Ausstellung und Tätigkeiten

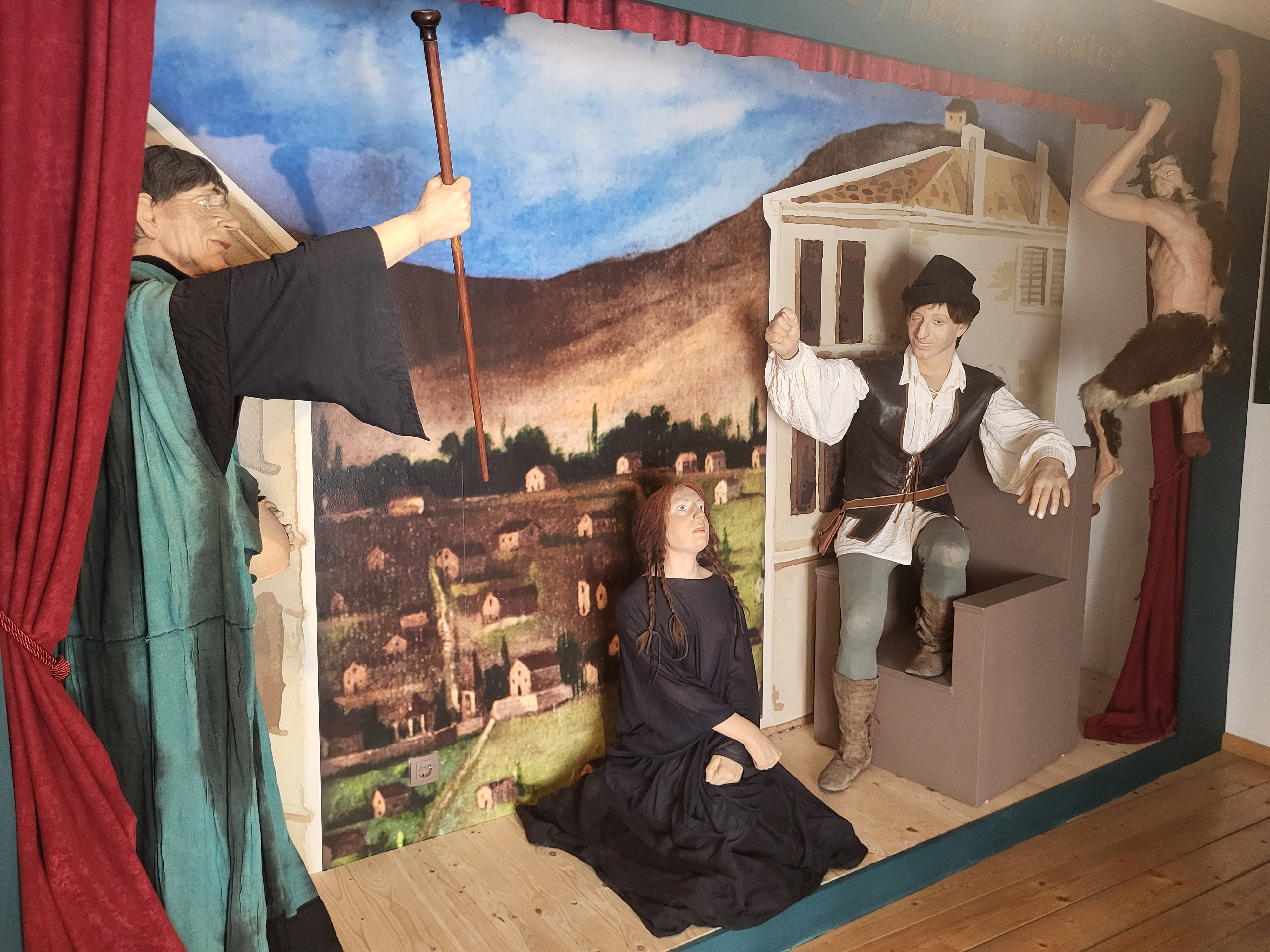
Figuren aus Držićs Dramen in authentischen Kostümen im Marin Držić-Haus: der Geizhals aus Skup, die trauernde Hekuba aus der Tragödie Hekuba, der schlaue Diener Pomet aus Pomet und Dundo Maroje, der Satyr aus dem Prolog zu Skup (von links nach rechts)

In einer Dauerausstellung informiert das Museum auf drei Stockwerken in kroatischer und englischer Sprache über die Renaissancekultur in Dubrovnik, die Stationen des wechselvollen Lebens Držićs, seine Werke und deren Rezeption bis heute. Es kann ein Audioguide in weiteren Fremdsprachen bezogen werden. Der hintere Saal im Erdgeschoss ist Wechselausstellungen zu Themen rund um Držić vorbehalten. Beim Eingang befindet sich ein kleiner Museumsshop, in dem Eigenpublikationen erworben werden können.
Das Museum verfügt über eine eigene Fachbibliothek und eine reiche Sammlung von Theaterprogrammen, Plakaten, Fotografien und bildnerischen Werken, welche die Rezeption von Držićs Werk dokumentieren. Die Sammlung wird laufend erweitert und kann nur zum Teil in der öffentlichen Ausstellung eingesehen werden.
Das Museum unterhält zudem einen eigenen Verlag, in dem Držićs Werke in der Originalsprache und in Übersetzungen, ferner Monografien zu Držić publiziert werden.
Auf der mehrsprachigen Website des Museums können unter anderem Držićs Werke gratis als PDF bezogen werden. Außerdem unterhält das Museum das Online-Lexikon „Marin Držić-Lexikon“ (Leksikon Marina Držića) mit wissenschaftlich fundierten, ausführlichen Einträgen.

## Statistiken
Im Jahr 2023 wurde das Museum von 23'029 Personen besucht, davon kamen 62 % aus dem Ausland. Die meisten Besucher (56 %) waren im Besitz eines „Dubrovnik Pass“. Die am häufigsten von der Hauptseite heruntergeladenen Werke waren Novela od Stanca (22'559 Downloads), Dundo Maroje (4'768 Downloads) und Skup (1'039 Downloads). Das vom Marin Držić-Haus verwaltete Online-Lexikon wurde täglich von durchschnittlich 177 Personen konsultiert.